# Выдувере (Ляэне-Вирумаа)
Вы́дувере (эст. Võduvere) — деревня в волости Кадрина уезда Ляэне-Вирумаа, Эстония.

## География и описание
Расположена в 12 километрах к западу от уездного центра — города Раквере. Высота над уровнем моря — 86 метров.
Климат умеренный. Официальный язык — эстонский. Почтовый индекс — 45238.

## Население
По данным переписи населения 2011 года, в Выдувере проживали 58 человек, 57 (98,3%) из них — эстонцы.
По данным переписи населения 2021 года, число жителей деревни составило 50 человек, из них 49 (98,0 %) — эстонцы.
Численность населения деревни Выдувере по данным переписей населения:
| Год  | 1959 | 1970  | 1979 | 1989 | 2000 | 2011 | 2021 |
| ---- | ---- | ----- | ---- | ---- | ---- | ---- | ---- |
| Чел. | 112* | ↘ 84* | ↘ 50 | ↘ 43 | ↗ 44 | ↗ 58 | ↘ 50 |

* Деревни Выдувере, Выдувере-Тагакюла и Пяри вместе.

## История
В Датской поземельной книге 1241 года упоминается как Wættæuær, в 1913 году — Weduwere и Ведувере. 
В 1977 году, в период кампании по укрупнению деревень, с Выдувере были объединены деревни Выдувере-Тагакюла (эст. Võduvere-Tagaküla) и Пяри (эст. Päri). 